# Jakob Nacken
Jakob Hudson Nacken (ur. 15 lutego 1906 w Düsseldorfie, zm. 29 marca 1987 w Niemczech) – niemiecki artysta cyrkowy, który pracował w Europie i Stanach Zjednoczonych. Karierę rozpoczął jako wyjątkowo wysoki człowiek jako nastolatek, występował w wędrownym cyrku. Nacken był najwyższym żołnierzem armii niemieckiej podczas II wojny światowej. Mierzył 221 cm wysokości. W 1944 roku został wzięty do niewoli przez Eldona Robertsa i jego oddział. W 1949 r. wyjechał do Stanów Zjednoczonych, gdzie postanowił wykorzystać sławę zdobytą dzięki zdjęciom opublikowanym w gazetach z nagłówkami „Najwyższy nazista”. Wystąpił w wielu programach telewizyjnych. W Ameryce ożenił się i dostał obywatelstwo.

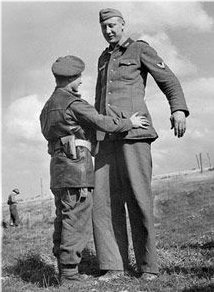
Jacob Nacken po poddaniu się siłom brytyjskim w pobliżu Calais we Francji w 1944 roku.